# Антифолк

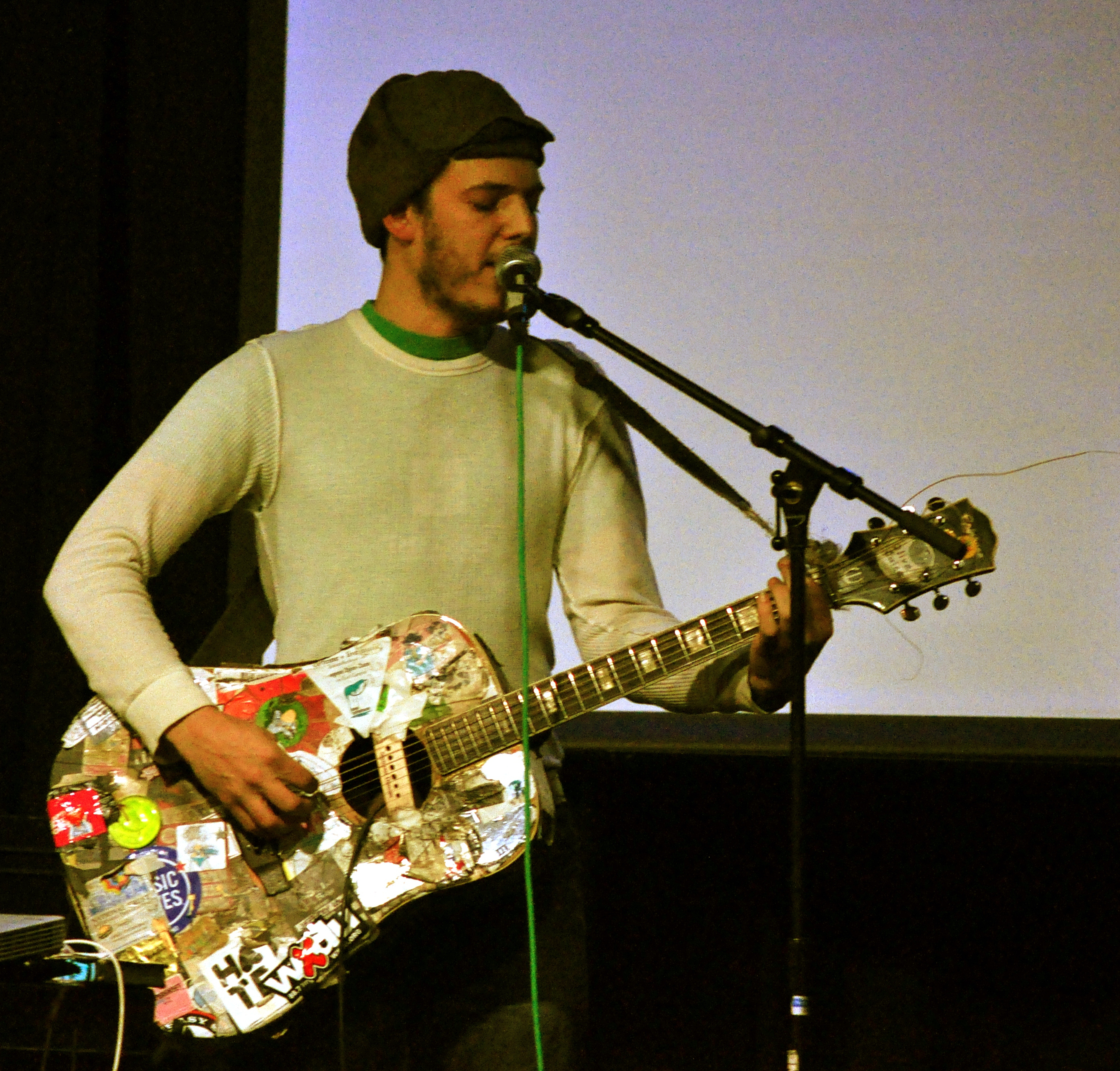
Андеграундный художник комиксов, дизайнер обложек и участник нью-йоркской антифолк-сцены Джеффри Льюис

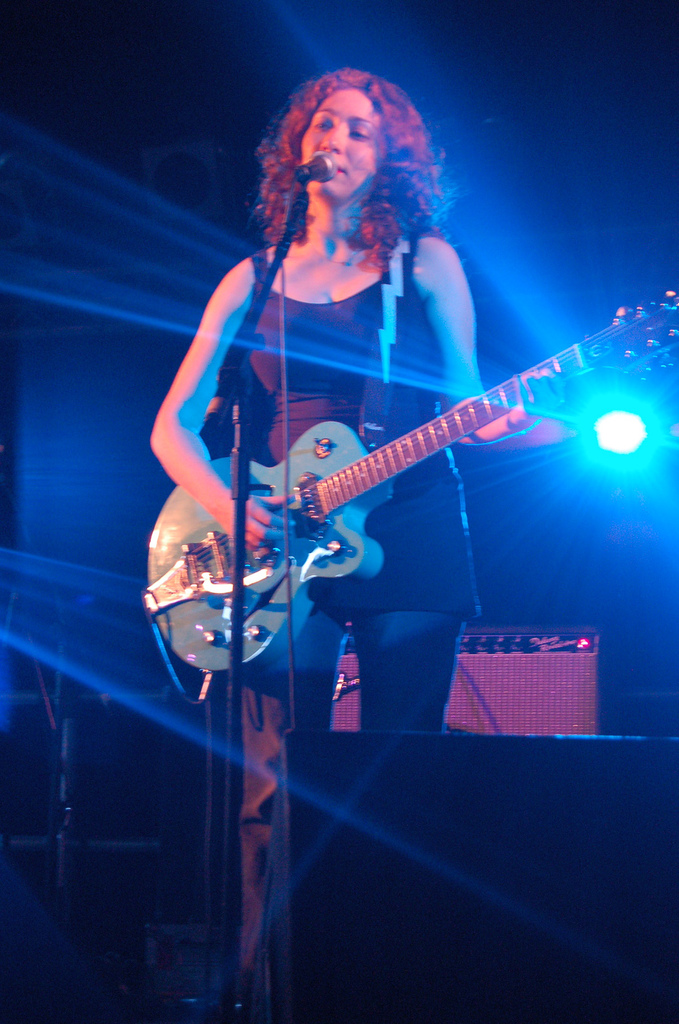
Рождённая в Москве Регина Спектор начинала на нью-йоркской антифолк-сцене, прежде чем совершила свой коммерческий прорыв в 2004 году

Антифо́лк (англ. Antifolk) или анфо́лк (англ. unfolk) — музыкальный жанр, который стремится разрушить всю серьёзность политической подоплёки в лирике американской народной музыки 1960-х. Определить границы жанра довольно трудно, поскольку исполнители сильно варьируются по характеристикам. Тем не менее в целом музыка кажется сырой и экспериментальной, передразнивая таким образом серьёзность и претенциозность, укоренившиеся в мейнстримном фолке.
К видным представителям 1980-х относятся Роджер Мэннинг и Билли Брэгг; к представителям 1990-х и 2000-х — Ани Дифранко, The Moldy Peaches, Джеффри Льюис, Диана Клак.

## Характеристики
Исполнители антифолка были вдохновлены панк-движением, его сырой, мощной силой. У них была та же энергетика, желание протестовать, однако, подобно исполнителям фолка, они применяли в основном акустические инструменты. Для антифолка характерна искусная, вызывающая воспоминания, часто весёлая лирика.

## История
Антифолк был введён исполнителями, не претендующими на выступления на общепризнанных фолковых площадках, как, например, Gerde's Folk City или The Speakeasy в Гринвич-Виллидж. Автор-исполнитель Lach основал The Fort — ночной клуб в нижнем Ист-Сайде. Открытие клуба совпало с нью-йоркским фолк-фестивалем, так что Lach назвал своё собственное мероприятие «Нью-йоркским антифолк-фестивалем». К прочим ранним сторонникам этого движения относятся Washington Squares, Сэнди Ли Беррихилл, Бренда Кан, Paleface, Бек, Hamell on Trial, Michelle Shocked, Джон Холл, Роджер Мэннинг, Кирк Келли, Джейми Блок.
Оригинальный The Fort был закрыт в 1985 году, после чего он менял своё местоположение, пока с 1993 года не оказался в SideWalk Cafe. Нью-Йоркский антифолк-фестиваль по-прежнему ежегодно проводится в SideWalk Cafe. Живя в Сан-Франциско в течение нескольких лет в начале 1990-х, Lach помог сформировать антифолк-движение Западного побережья в Sacred Grounds Coffee House.
В 2000-х годах был принят в качестве термина в Великобритании, где сразу же попал в разряд андеграунда. Термин активно популяризировала и продвигала команда David Cronenberg's Wife и The Bobby McGee's. В основном, развитие анти-фолка проходило на сценах Лондона и Брайтона, у стиля появились особенности которые пытался описать в сентябре 2007 года журнал Plan B.
В ноябре 2007 года в Кардиффе на площадке Sŵn прошёл фестиваль анти-фолк музыки. Начало сценических выступлений в Лондоне связывается с коллективом Sergeant Buzfuz, который поддержал данный проект развития анти-фолка и пригласил большое количество британских и американских авторов и исполнителей. В 2004 году исполнитель лоу-фай Филти Педро начал проводить сезонные анти-фолк фестивали при поддержке Тома Мэйна из David Cronenberg's Wife. Практически сразу же движение поддержали в Брайтоне, первоначально при поддержке Mertle. Другими крупными представителями площадки стали Дэн Трейси из Television Personalities, Джек Хэйтер, Milk Kan, Extradition Order, Бенджамин Шоу, Люси Джоплин, Candythief, JJ Crash, Larry Pickleman и Пол Хокинс.